# Норт-Вашері (Луїзіана)
Норт-Вашері (англ. North Vacherie) — переписна місцевість (CDP) в США, в окрузі Сент-Джеймс штату Луїзіана. Населення — 2093 особи (2020).

## Географія
Норт-Вашері розташований за координатами 30°0′27″ пн. ш. 90°42′43″ зх. д. / 30.00750° пн. ш. 90.71194° зх. д. (30.007471, -90.711935).  За даними Бюро перепису населення США в 2010 році переписна місцевість мала площу 16,28 км², з яких 14,35 км² — суходіл та 1,93 км² — водойми.

## Демографія
Згідно з переписом 2010 року, у переписній місцевості мешкало 2346 осіб у 810 домогосподарствах у складі 641 родини. Густота населення становила 144 особи/км².  Було 882 помешкання (54/км²).
Расовий склад населення:
| - 73,6 % — чорних або афроамериканців - 24,8 % — білих - 0,1 % — корінних американців - 1,0 % — осіб інших рас |

До двох чи більше рас належало 0,5 %. Частка іспаномовних становила 2,1 % від усіх жителів.
За віковим діапазоном населення розподілялося таким чином: 25,7 % — особи молодші 18 років, 61,0 % — особи у віці 18—64 років, 13,3 % — особи у віці 65 років та старші. Медіана віку мешканця становила 36,4 року. На 100 осіб жіночої статі у переписній місцевості припадало 92,0 чоловіків;  на 100 жінок у віці від 18 років та старших — 86,3 чоловіків також старших 18 років.
Середній дохід на одне домашнє господарство  становив 56 969 доларів США (медіана — 49 183), а середній дохід на одну сім'ю — 64 270 доларів (медіана — 56 853). За межею бідності перебувало 14,8 % осіб, у тому числі 27,1 % дітей у віці до 18 років та 6,2 % осіб у віці 65 років та старших.
Цивільне працевлаштоване населення становило 1037 осіб. Основні галузі зайнятості: освіта, охорона здоров'я та соціальна допомога — 27,1 %, виробництво — 22,3 %, будівництво — 12,8 %, роздрібна торгівля — 11,5 %.